# Spotify Live
Spotify Live, anteriormente Spotify Greenroom, fue una aplicación de audio social de Spotify que permitía a los usuarios albergar o participar en entornos virtuales de audio en vivo llamados «sala» para conversaciones. Cada sala tenía una capacidad máxima de 1000 personas. La aplicación estaba disponible en Android e iOS, compitiendo con Twitter Spaces y Clubhouse en el segmento de redes sociales. Se cerró el 30 de abril de 2023.

## Historia
En octubre de 2020, Betty Labs lanzó Locker Room exclusivamente en la App Store de iOS. La aplicación incluía salas de chat de audio virtuales para entusiastas de los deportes. A finales de marzo de 2021, Spotify adquirió Betty Labs por 50 millones de dólares y anunció planes para cambiar el nombre de la aplicación con un enfoque más amplio en los deportes, la música y la cultura pop. El 16 de junio de 2021, Spotify lanzó la aplicación como Spotify Greenroom en Android (acceso anticipado) e iOS, ampliando su alcance más allá de los deportes.
En el lanzamiento, Spotify presentó el Greenroom Creator Fund para apoyar a los creadores y programas, sirviendo como rival del programa Creator First Accelerator de Clubhouse. El fondo tenía como objetivo proporcionar una vía de monetización para los podcasters que integran Greenroom en sus cuentas verificadas de Spotify.
En julio de 2021, la aplicación había acumulado más de 140.000 descargas de iOS y 100.000 descargas de Android.En agosto de 2021, Spotify colaboró con la WWE para producir podcasts relacionados con la lucha libre profesional, muchos de los cuales serían grabados por The Ringer, el equipo de podcasting interno de Spotify, utilizando Greenroom.
En marzo de 2022, Spotify Greenroom anunció su cambio de nombre a Spotify Live y su migración a la aplicación principal de Spotify. Después de un año, Spotify anunció que cerraría la aplicación Spotify Live a finales de abril de 2023.

## Características
Greenroom permitía a los usuarios crear o unirse a una sala que, en el contexto de la aplicación, era un espacio virtual para chats de voz en tiempo real. Los usuarios solo podían crear una sala dentro de un grupo predefinido, que representara una marca o una categoría genérica. Si un usuario optaba por crear una sala, se convertía en el anfitrión, con la capacidad de invitar personas, controlar quién podía hablar y habilitar funciones como la grabación y la pestaña Discusiones durante la creación de la sala. Al habilitar la grabación, se mostraba un descargo de responsabilidad que informaba a los usuarios que la conversación se estaba grabando y que el audio, grabado en formato mp4, se enviaría al anfitrión por correo electrónico una vez concluida la sala.
Si la pestaña Discusiones estaba habilitada, los usuarios podían enviar mensajes de texto en la sección de chat público. El anfitrión también tenía la autoridad de prohibir a los usuarios si fuera necesario. Al unirse a una sala, un usuario puede optar por ser oyente o solicitar convertirse en orador. Los usuarios tenían la libertad de seguir o bloquear a otros y unirse a grupos a su discreción. Se enviarán a los usuarios notificaciones sobre nuevas salas en grupos unidos. Además, los usuarios pueden descubrir nuevas personas y grupos utilizando la pestaña de búsqueda.

## Creadores asociados
En octubre de 2021, Spotify contaba con una variedad de creadores asociados con el objetivo de aumentar el tráfico y validar su modelo de podcast integrado verticalmente. Estos creadores se centraron principalmente en la Generación Z. El talento interno de Spotify, como The Ringer, produjo contenido relacionado con los deportes. Al mismo tiempo, la compañía reclutó creadores de varios canales sociales para aumentar la audiencia de Greenroom y al mismo tiempo promover su integración con Spotify y Anchor. Cada socio verificado de Spotify tenía sus programas de Greenroom destacados tanto en la aplicación Greenroom como en sus perfiles en la aplicación Spotify. Esto fue parte de la estrategia de la compañía de cara a la aceleración de 2022 para competir con Clubhouse.

## Plataformas
Se podía acceder a la aplicación tanto en plataformas Android como iOS, y los usuarios podían descargarla desde sus respectivas tiendas de aplicaciones. Los usuarios de Android necesitaban Android 8 o superior para iniciar la aplicación, mientras que los consumidores de iOS necesitaban iOS 13 o posterior para ejecutarla.